# 133074 Kenshamordola
133074 Kenshamordola è un asteroide della fascia principale. Scoperto nel 2003, presenta un'orbita caratterizzata da un semiasse maggiore pari a 2,2437387 UA e da un'eccentricità di 0,1384657, inclinata di 3,54213° rispetto all'eclittica.